# 尤金鎮區 (印地安納州弗米利恩縣)
尤金鎮區（英語：Eugene Township）是位於美國印地安納州弗米利恩縣的一個行政鎮區。

## 地方資料
根據2010年美國人口普查的數據，尤金鎮區的面積為91.50平方千米，當中陸地面積為90.50平方千米，而水域面積為1.00平方千米。當地共有人口2025人，而人口密度為每平方千米22.13人。